# Marc Ferré
Marc Ferré Nazzaro (Andorra la Vieja, Andorra, 11 de enero de 1994) es un futbolista andorrano. Se desempeña en posición de mediocampista y actualmente juega en el Engordany, que milita en la Primera División de Andorra.

## Selección nacional
Hizo su debut internacional con la selección de Andorra en 2018 y ha jugado en tres ocasiones.

## Seleccioes inferiores
| Selección          | Año       | Partidos | Goles |
| ------------------ | --------- | -------- | ----- |
| Andorra sub-19     | 2011-2012 | 4        | 0     |
| Andorra sub-21     | 2011-2016 | 16       | 0     |
| Selección absoluta | 2018-Act. | 3        | 0     |

## Clubes
| Club       | País    | Temporada |
| ---------- | ------- | --------- |
| FC Andorra | Andorra | 2010-2019 |
| Engordany  | Andorra | 2019-Act. |